# ディーン・カンディ
ディーン・カンディ（Dean Cundey, 1946年3月12日 - ）は、アメリカ合衆国カリフォルニア州出身の映画撮影監督。UCLAのフィルム・スクールで学び、1970年代から撮影監督として活躍。ロバート・ゼメキスやジョン・カーペンター作品の撮影で知られている。

## 主な作品

### 映画
- ハロウィン Halloween (1978)
- ロックンロール・ハイスクール Rock 'n' Roll High School (1979)
- ザ・フォッグ The Fog (1980)
- ギャラクシーナ Galaxina(1980)
- ニューヨーク1997 Escape from New York (1981)
- ハロウィンII Halloween II (1981)
- 遊星からの物体X The Thing (1982)
- ハロウィンIII Halloween III:Season of the Witch（1982)
- サイコ2 Psycho II (1983)
- D.C.キャブ D.C. Cab (1983)
- ロマンシング・ストーン 秘宝の谷 Romancing the Stone (1984)
- バック・トゥ・ザ・フューチャー Back to the Future (1985)
- バイオ・インフェルノ Warning Sign (1985)
- ゴーストハンターズ Big Trouble in Little China (1986)
- 飛べ、バージル/プロジェクトX Project X (1987)
- ロジャー・ラビット Who Framed Roger Rabbit (1988)
- ビッグ・ビジネス Big Business(1988)
- ロードハウス/孤独の街 Road House (1989)
- バック・トゥ・ザ・フューチャー PART2 Back to the Future Part II  (1989)
- バック・トゥ・ザ・フューチャー PART3 Back to the Future Part III (1990)
- 絶叫屋敷へいらっしゃい Nothing But Trouble (1991)
- フック Hook (1991)
- 永遠に美しく… Death Becomes Her (1992)
- ジュラシック・パーク Jurassic Park (1993)
- フリントストーン/モダン石器時代 The Flintstones (1994)
- キャスパー Casper (1995)
- アポロ13 Apollo 13 (1995)
- ミクロキッズ3 Honey,We shrunk ourselves（1996）- 監督
- フラバー Flubber (1997)
- ファミリー・ゲーム/双子の天使 The Parent Trap (1998)
- ハート・オブ・ウーマン What Women Want (2000)
- ルーニー・テューンズ:バック・イン・アクション Looney Tunes: Back in Action（2003）
- ガーフィールド ザ・ムービー Garfield (2004)
- ホリデイ The Holiday (2006)
- ガーフィールド2 Garfield: A Tail of Two Kitties（2006）- 第二班監督・第二班撮影監督
- ダブル・ミッション The Spy Next Door (2010)
- ジャックとジル Jack and Jill (2011)
- スマイル、アゲイン Playing for Keeps (2012) - 第二班撮影監督
- ウォーキング・ウィズ・エネミー ナチスになりすました男 Walking with the Enemy（2013）
- スクリーム・ガールズ〜最後の絶叫〜 The Girl in the Photographs (2015)
- ホーム・アゲイン Home Again (2017)
- Anastasia: Once Upon A Time - アナスタシア･イン･アメリカ Anastasia（2020）

### ドラマ
- ザ・ホワイトハウス The West Wing
- ボバ・フェット/The Book of Boba Fett The Book of Boba Fett